# Gárgula

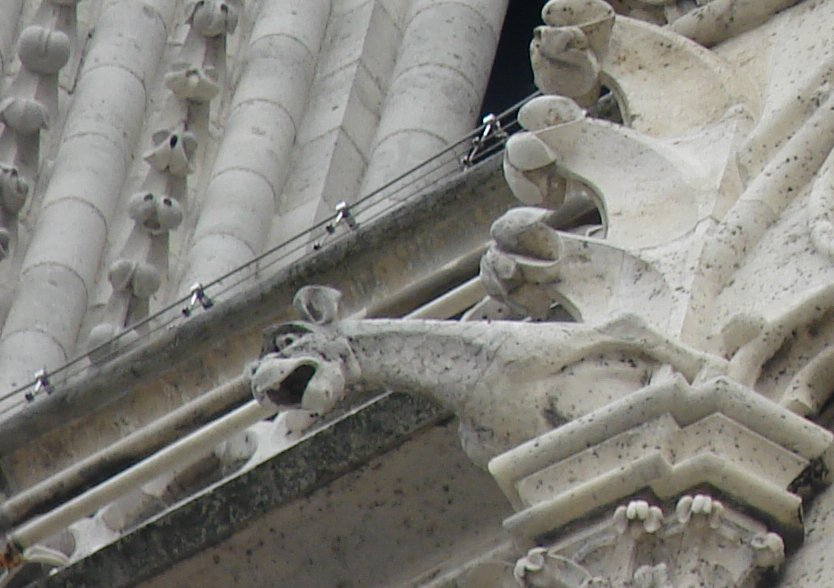
Gárgula da Catedral de Notre-Dame de Paris.

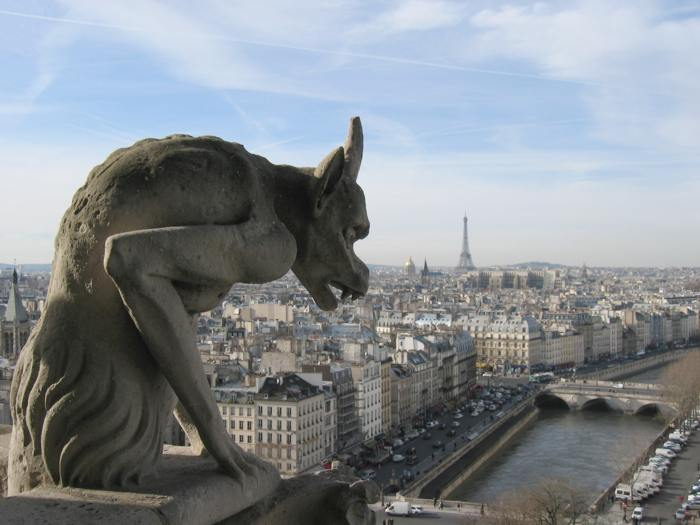
Quimera na Catedral de Notre-Dame de Paris.

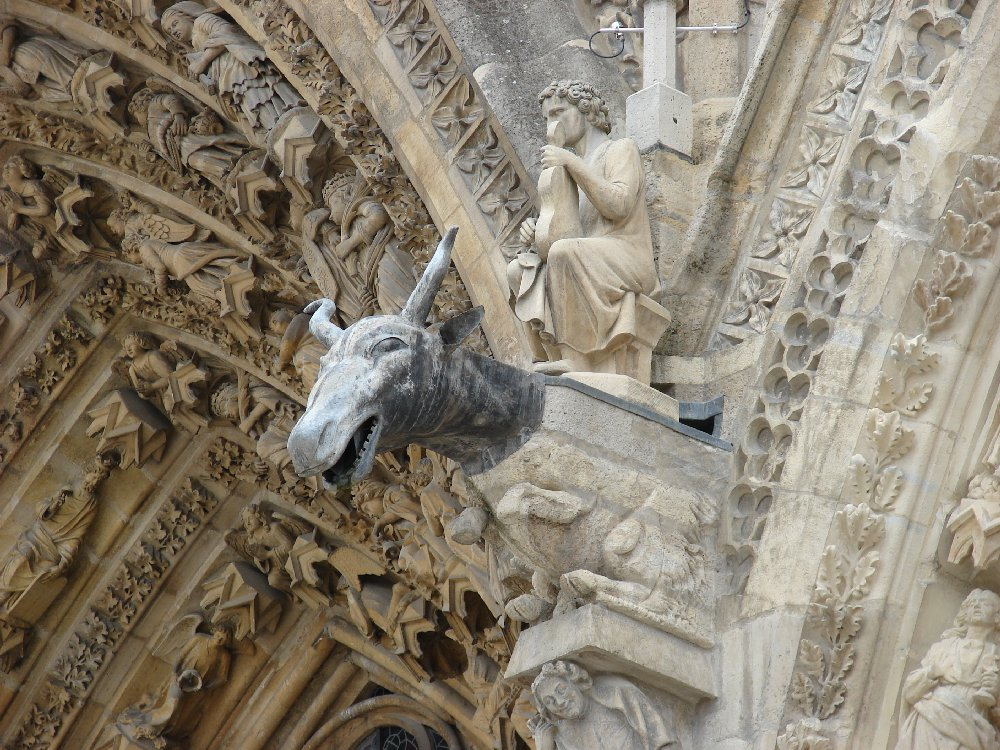
Gárgula em formato de animal, da Catedral de Reims.

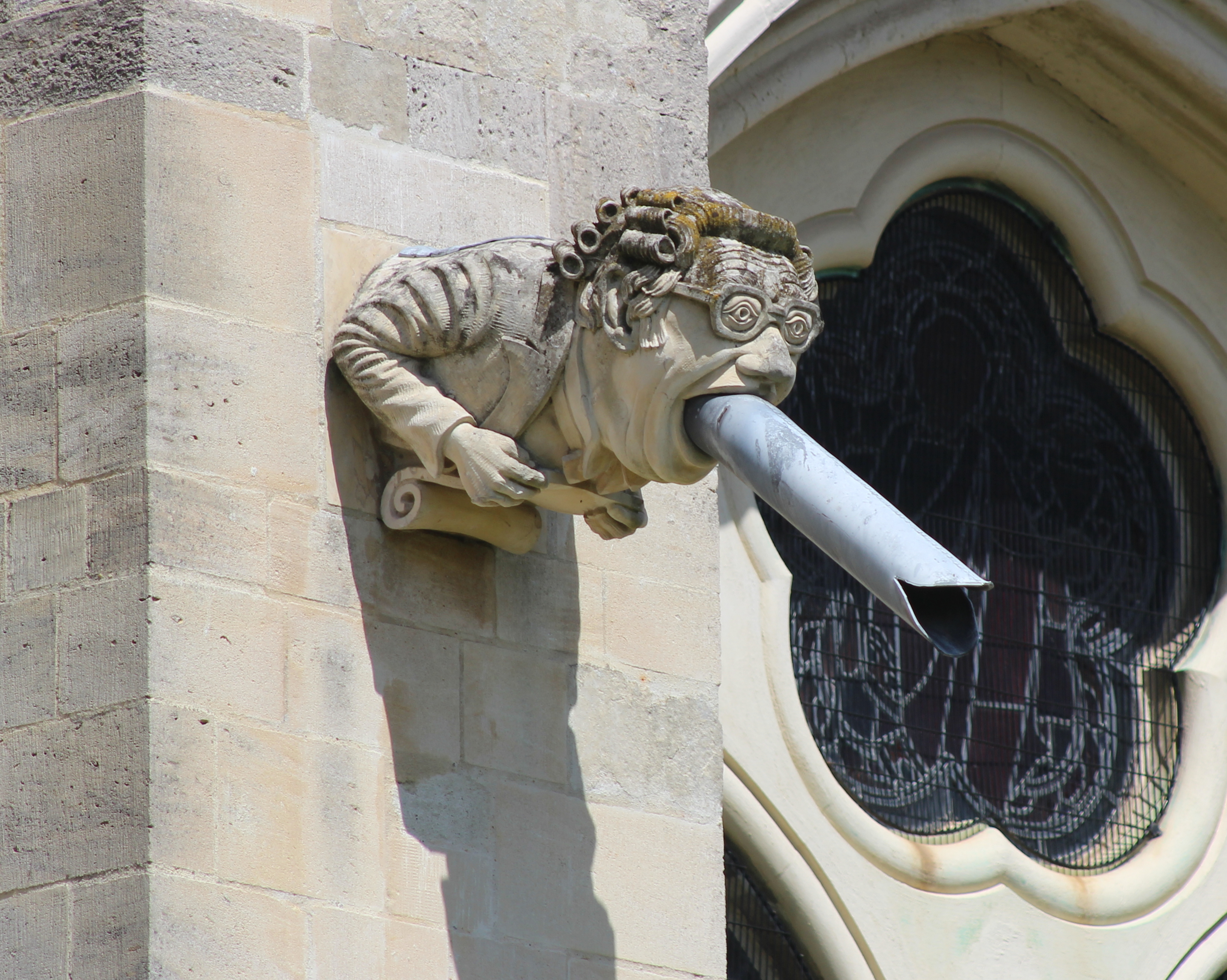
Gárgula moderna, Catedral de Chichester, mostrando uma tromba d'água.

Na arquitetura, especificamente na arquitetura gótica, uma gárgula é um ser grotesco esculpido ou formado com um bico projetado para transportar água de um telhado do lado de uma edificação, evitando que ela escorra pelas paredes de alvenaria. Os arquitetos costumavam usar várias gárgulas em um edifício para dividir o fluxo de água da chuva do telhado para minimizar os danos potenciais das tempestades. Uma calha é cortada na parte de trás da gárgula e a água da chuva normalmente sai pela boca aberta. Gárgulas são geralmente animais fantásticos alongados porque seu comprimento determina a que distância a água é direcionada da parede. Gárgulas, especialmente na Idade Média, eram ornadas com figuras monstruosas, humanas ou animalescas, comumente presentes na arquitetura gótica. O termo se origina do francês gargouille, originado de gargalo ou garganta, em Latim gurgulio, gula. Palavras similares derivam da raiz gar, engolir, a palavra representando o gorgulhante som da água; em italiano: doccione; alemão: Ausguss, Wasserspeier.
Acredita-se que as gárgulas eram colocadas nas Catedrais Medievais para indicar que o demônio nunca dormia, exigindo a vigilância contínua das pessoas, mesmo nos locais sagrados.
Uma quimera, ou uma figura grotesca, é um tipo de escultura similar que não funciona como desaguadouros e serve apenas para funções artísticas e ornamentais. Elas também são popularmente conhecidas como gárgulas.

## História
O termo gárgula é majoritariamente aplicado ao trabalho medieval, mas através das épocas alguns significados de escoar a água do telhado, quando não conduzidos por goteiras, foram adotados. No antigo Egito, as gárgulas escoavam a água usada para lavar os vasos sagrados, o que aparentemente precisava ser feito no telhado plano dos templos. Nos templos gregos, a água dos telhados passava através da boca de leões os quais eram esculpidos ou modelados em mármore ou terracota na cornija. Em Pompeia, muitas gárgulas de terracota que foram encontradas  eram modeladas na forma de animais.
Uma lenda francesa gira em torno do nome de São Romano (+ 641 D.C), primeiro  chanceler do rei merovíngio Clotário II, que foi feito bispo de Ruão. A história relata como ele e mais um prisioneiro voluntário derrotaram "Gárgula", (La Gargouille), um dragão-do-rio (ou serpente-do-rio) que vivia nos pântanos da margem esquerda no rio Sena, em Ruão, e que afundava os barcos e comia as pessoas e os animais da região. Um dia, o bispo atraiu a Gárgula para fora do rio com um crucifixo, e usando seu lenço como cabresto, levou o monstro até à praça principal. Lá, os aldeões a queimaram até a morte.
Apesar da maioria ser figuras grotescas, o termo gárgula inclui todo o tipo de imagem. Algumas gárgulas são esculpidas como monges, outras combinando animais reais e pessoas, e muitas são cômicas.

## Séculos XIX e XX
Gárgulas, ou mais precisamente quimeras, foram usadas na decoração no século XIX e no começo do século XX em construções de cidades como Nova Iorque e Chicago. Gárgulas podem ser encontrados em muitas igrejas e prédios.
Uma das mais impressionantes coleções de gárgulas modernas pode ser encontrada na Catedral Nacional de Washington, nos Estados Unidos. A catedral iniciada em 1908 é encrustada com quimeras em pedra calcária. No século XX, o neogótico produziu muitas gárgulas modernas, notavelmente na Universidade de Princeton, Universidade de Duke e na Universidade de Chicago.